# Llŷr Ifans
Llŷr Ifans, né le 22 juillet 1968 à Ruthin au pays de Galles, est un acteur gallois.

## Biographie
Son frère, Rhys Ifans, est également acteur.
Il est aussi membre du groupe de musique Acid Casuals.

## Filmographie
- 1994 : Ymadawiad Arthur de Marc Evans
- 1997 : Twin Town de Kevin Allen : Julian Lewis
- 1997 à 2002 : A Mind to Kill (série télévisée) : Lewis Pemberton / Josh
- 2001 : Annie-Mary à la folie! (téléfilm) de Sara Sugarman : Ginger gravedigger
- 2006 : Life and Life of Horace de Jason King : Horace
- 2008 : S.O.S. Galw Gari Tryfan (téléfilm) de Dafydd Wyn : Magal
- 2008 : The Bill (série télévisée) : Beano
- 2011 : Zounds : Ed Lean
- 2015 : Under Milk Wood de Kevin Allen